# Mecânica quântica emergente
A mecânica quântica emergente (EmQM) é uma tentativa de entender a mecânica quântica como emergindo de uma física clássica adequada ou, mais geralmente, de um nível mais profundo de física  Ela é um programa de pesquisa que explora a possibilidade de uma ontologia para a mecânica quântica.   . EmQM está principalmente preocupada com abordagens teóricas que têm em comum que elas são de natureza determinista. O problema do determinismo, que está ligado a todas as chamadas teorias causais, locais ou ontológicas, que procuram dar conta da fenomenologia quântica, incluindo a não-localidade, tem sido amplamente discutido desde o advento da teoria de Broglie-Bohm.

## Distinção
Existem duas abordagens distintas na mecânica quântica emergente para explicar os quebra-cabeças não resolvidos da mecânica quântica.  Uma maneira é assumir que a teoria quântica é exata, mas que os postulados interpretativos precisam ser modificados, para eliminar contradições aparentes. Interpretação de muitos mundos, histórias decoherentes, mecânica de Bohmian, e teoria de quantum como informação, todas entram nesta categoria, uma vez que eles predizem os mesmos resultados experimentais que a teoria quântica padrão.
A segunda abordagem, baseada na história, é assumir que a mecânica quântica não é exata, mas é uma aproximação muito precisa a uma teoria de nível mais profundo, que reconcilia os aspectos determinísticos e probabilísticos. Olhando para trás na história da física, a mecânica newtoniana foi considerada exata por vários séculos, antes de ser suplantada pela relatividade e pela teoria quântica, à qual a física clássica é uma aproximação.